# Сент-Аполинер-де-Рья
Сент-Аполине́р-де-Рья (фр. Saint-Apollinaire-de-Rias, окс. Sant Apollinaire de Rias) — коммуна во Франции, находится в регионе Рона — Альпы. Департамент коммуны — Ардеш. Входит в состав кантона Верну-ан-Виваре. Округ коммуны — Турнон-сюр-Рон.
Код INSEE коммуны — 07214.

## Население
Население коммуны на 2008 год составляло 153 человека.
| 1962 | 1968 | 1975 | 1982 | 1990 | 1999 | 2008 |
| ---- | ---- | ---- | ---- | ---- | ---- | ---- |
| 198  | 178  | 140  | 132  | 128  | 119  | 153  |

## Экономика

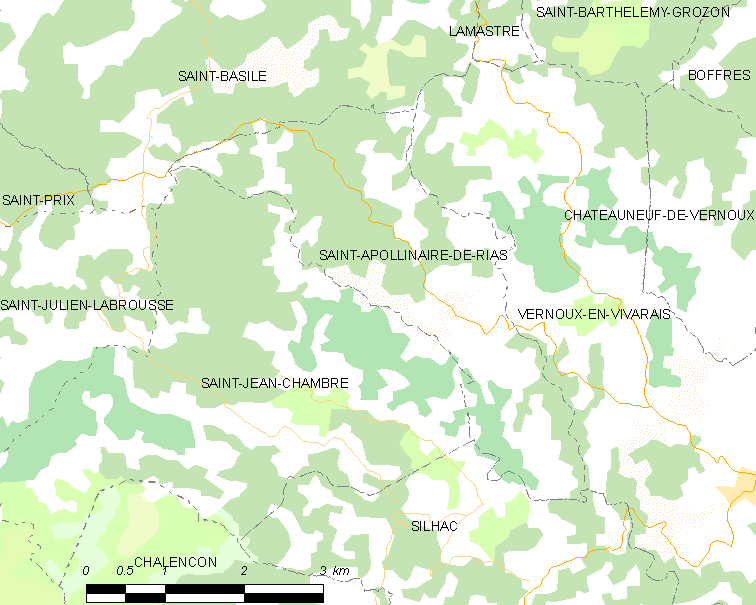
Карта коммуны

В 2007 году среди 94 человек в трудоспособном возрасте (15—64 лет) 70 были экономически активными, 24 — неактивными (показатель активности — 74,5 %, в 1999 году было 56,8 %). Из 70 активных работали 62 человека (35 мужчин и 27 женщин), безработных было 8 (5 мужчин и 3 женщины). Среди 24 неактивных 6 человек были учениками или студентами, 13 — пенсионерами, 5 были неактивными по другим причинам.